# Arabustakaffe
Arabustakaffe (Coffea × arabusta) är en tetraploid hybrid mellan arabiskt kaffe (C. arabica) och robustakaffe (C. canephora). Den odlas i Indonesien och Elfenbenskusten. Förädlare hoppas kunna förena de båda arternas fördelar och få fram ett friskt, lättodlat och välsmakande kaffe.